# باغشن گچ
باغشن گچ، روستایی از توابع بخش مرکزی شهرستان نیشابور در استان خراسان رضوی ایران است.
زبان مردم روستا زبان ترکی خراسانی است. این روستا معادن گچ و سنگ معدنی دارد. از مناظر دیدنی روستا میتوان به آبشار (هو)نام برد.

## جمعیت
این روستا در دهستان مازول قرار دارد و براساس سرشماری مرکز آمار ایران در سال ۱۳۸۵، جمعیت آن ۳٫۹۱۵ نفر (۱۳۳۸خانوار - شامل ۲۰۴۴ مرد و ۱۸۷۱ زن) بوده‌است.